# Black River (Honduras)
Black River war eine Siedlung an der Moskitoküste im heutigen Honduras. Sie liegt an dem eponymen Fluss, heute Río Sico in der Nähe von Kap Cameron ca. 130 km östlich von Trujillo, dem spanischen Verwaltungsmittelpunkt für die Nordküste Mittelamerikas. Nach dem Miskito-Überfall von 1800 fiel die Siedlung weitgehend wüst, heute existiert hier nur der Weiler Palacios im Departamento Gracias a Dios, Gemeinde Juan Francisco Bulnes.

## Lage
Die Siedlung lag an einer Lagune an der Mündung des Rio Tinto. Da die Einfahrt in die Lagune sehr schmal war, war Black River gegen Angriffe von See gut geschützt. Von Black River wurde eine fast 100 km lange Straße nach Süden zur spanischen Grenze in den Dschungel geschlagen, um dort britische Waren gegen Maultiere, Kakao, Indigo und Edelmetalle einzutauschen. Handel mit Schmuggelwaren fand vor allem mit Olancho und dem Tal des Rio Aguán in Honduras statt.

## Geschichte

### Vorgeschichte
1633 unternahmen puritanische Mitglieder der Providence Company erste Versuche, auf der Insel Providence (Isla Providencia oder St. Catalina) östlich der Küste Nikaraguas puritansche Kolonisten anzusiedeln, um von hier aus mit den Miskitos Handel zu treiben und den spanischen Handel durch Piraterie zu stören.
Als der schiffbrüchige Kapitän Nathaniel Uring 1711 nach Black River kam, fand er nur Indianer vor, die unter der Herrschaft des Hauptmanns Hobby standen.

### Britische Herrschaft
Black River wurde von dem Engländer William Pitts 1730 oder 1732 an der Stelle eines indianischen Dorfes gegründet. Nach dem britischen Superintendenten James
Lawrie bestanden die ersten Siedler aus sechs Weißen unter Führung von William Pitt und ca. 90 Schwarzen, die meist wegen irgendwelcher "Verbrechen" von Jamaika nach Honduras/Belize verschifft worden waren. Seit 1740 wurden von hier aus Angriffe auf die spanischen Kolonien in Amerika durchgeführt, außerdem war es ein Zentrum für Schmuggler und Sklavenhandel. In der Umgebung wurde Zuckerrohr angebaut und Rinder gezüchtet, außerdem gab es Sarsaparilla, das als Heilmittel gegen Gicht und Syphilis eingesetzt wurde. Die wildreiche Umgebung lieferte weitere Nahrungsmittel, an der Küste wurden Grüne Meeresschildkröten gefangen.
Während des Österreichischen Erbfolgekrieges (in der Karibik meist als War of Jenkins Ear (1739–1742) bekannt) sandte der Gouverneur von Jamaika, Edward Trelawney Leutnant Robert Hodgson vom 49. Infantrieregiments nach Miskitia. Dieser schloss 1740 im Namen von Edward Trelawney in Sandy Bay einen Vertrag mit König Edward, wonach die Küste britisches Schutzgebiet wurde. In den folgenden Jahren organisierte Hodgson von Black River aus Angriffe auf spanische Siedlungen von Honduras bis Costa Rica, die er plündern ließ, während die Einwohner als Sklaven verschleppt wurden. 1744 wurde ein Infantrieregiment von Jamaika nach Black River verlegt, 1747 schickte Gouverneur Trelawney außerdem Kanonen. Pitt und Hauptmann Hodgson wurden zu Friedensrichtern ernannt. Der Herzog von Bedford ernannte 1749 Hodgson zum Superintendenten der Moskitoküste. Damit war er auch für Bluefields und die Siedlung am Kap Gracias a Dios zuständig. In Black River wurde eine Festung erbaut, eine zweite an der Mündung der Lagune folgte bald.
1744 lebten 30 englische Männer, aber nur sechs weiße Frauen in der Siedlung, die meisten Männer waren mit Mestizen (Frauen mit mütterlicherseits Indianischen Vorfahren und christlichen Glaubens, auf englisch meist Mustees genannt) verheiratet. 1751 lebten zehn weiße Frauen in Black River. 1757 hatte die Siedlung 115 britische Bewohner, dazu kamen 609 Sklaven und 90 Freigelassene. Die britischen Händler wohnten in geweissten Fachwerkhäusern oder zweistöckigen Holzhäusern. Die Siedlung hatte ein rechteckiges Gitter von Grundstücken und Wegen. Die Zahl der Miskitos war durch Krankheiten und Alkoholmissbrauch dagegen stark zurückgegangen.
Der Handel mit Farbholz brach um 1760 zusammen, aber der Handel mit Sarsaparilla, Mahagoni und dem Schildpatt der Echten Karettschildkröten blühte weiterhin. Nach den Bestimmungen des Friedens von Aachen forderte der spanische Oberst Luis Diez Navarro am 15. April 1764 Black River zur Übergabe auf. Der englische Superintendent Joseph Otway verweigerten dies jedoch mit der Begründung, die Moskitoküste sei nie spanisch gewesen. Black River blieb in britischen Besitz. Zu dieser Zeit hatte die Siedlung 1150 Einwohner, vor allem Mestizen. Diese waren offiziell Christen, der Katechet Frederick Post beklagte sich 1765 jedoch über ihre magelnden Kenntnisse der christlichen Glaubensinhalte.
1771 lebten 90 weiße Männer, 24 weiße Frauen und 111 "Mischlinge" in der Siedlung. Die Siedler ließen Zuckerrohr, Kakau, Baumwolle und Indigo anbauen. Es entstanden große Plantagen entlang des Rio Tinto, was die Indianer mit zunehmendem Missfallen betrachteten. Die Miskitos beschwerten sich in London darüber, dass Hodgson Indianer versklavte. Im August 1775 wies Lord Dartmouth Basil Keith, seit 1774 Gouverneur von Jamaica an, Hodgson abzuberufen. John Fergusson wurde zum neuen Superintendenten ernannt. Am 22. August 1776 wurde es verboten, weitere Indianer zu versklaven, bestehende Besitzverhältnisse blieben davon aber unberührt.

### Spanische Herrschaft
1780 plünderten die Spanier Black River, während sich die meisten Beowhner auf einem Plünderungszug nach Nikaragua befanden, und brannten die Siedlung ab. Einige Bewohner entkamen mit ihren Sklaven nach Roatán. Ende des Jahres wurden die britischen Truppen zurück nach Jamaika verlegt. 1787 verließen entsprechend den Bestimmungen des Friedens von Versailles (1783) und dem Abkommen von Convention of London die Briten die Siedlung. 2650 Menschen wurden nach Jamaika, Grand Cayman und Roatán gebracht. 537 Weiße bzw. freie Bewohner und ihre 1677 Sklaven siedelten sich in Belize an. Black River wurde in Rio Tinto umbenannt, der neue Stadtkommandant war Oberstleutnant Gabriel de Hervías. Die Siedlung hatte bereits einen Hafen, Werft, Sägemühlen und acht Zuckerraffinerien. Es wurde zusätzlich eine katholische Kirche erbaut. Mit einem königlichen Erlass vom 23. Januar 1787 wurden 150 Familien von armen Arbeitern und Handwerkern aus Asturien und Galizien sowie 60 Familien von den Kanaren angeworben, um in Trujillo, Black River, Cabo Gracias a Dios, der Mündung des San Juan und in Bluefields zu siedeln. Die meisten blieben in Trujillo oder zogen weiter nach Nikaragua. Nur 121 Kanaren ließen sich in Black River nieder, unter dem Schutz von 40 Soldaten, acht Artilleristen und 101 Milizionären. Auch einige Briten blieben mit Erlaubnis der Spanier zurück, darunter John Pitt, Francis Meany, der von den Kanaren stammte and Robert Kaye. Sie wollten weiter mit den Miskitos Handel treiben. Auch Betrüger wie der Schotte Robert Sproat trugen der spanischen Krone ihre Dienste an.
Die Miskitos und ihr König Georg waren jedoch zunehmend unzufrieden. Sie erhielten weniger Geschenke und Handelsgüter als zu Zeiten der Engländer und vor allem keine Feuerwaffen, und Robert Hodgson Jr. scheint sie im Handel übervorteilt zu haben. Sein Haus in Bluefields wurde überfallen, die Miskitos drohten ihn umzubringen, ließen sich aber von seiner Frau umstimmen und plünderten lediglich das Haus aus. Die Familie floh nach Léon in Nicaragua.
In der Nacht des 4. Septembers 1800 überfielen die Miskitos unter Führung von König Georg und in Begleitung einiger Engländer die Siedlung, plünderten sie und brannten sie nieder. Die 58 überlebenden Bewohner flohen nach Trujillo. Insgesamt war die Siedlung ohne die Erträge des Schmuggels mit britischen Industriewaren nicht lebensfähig.

## Pläne und Karten

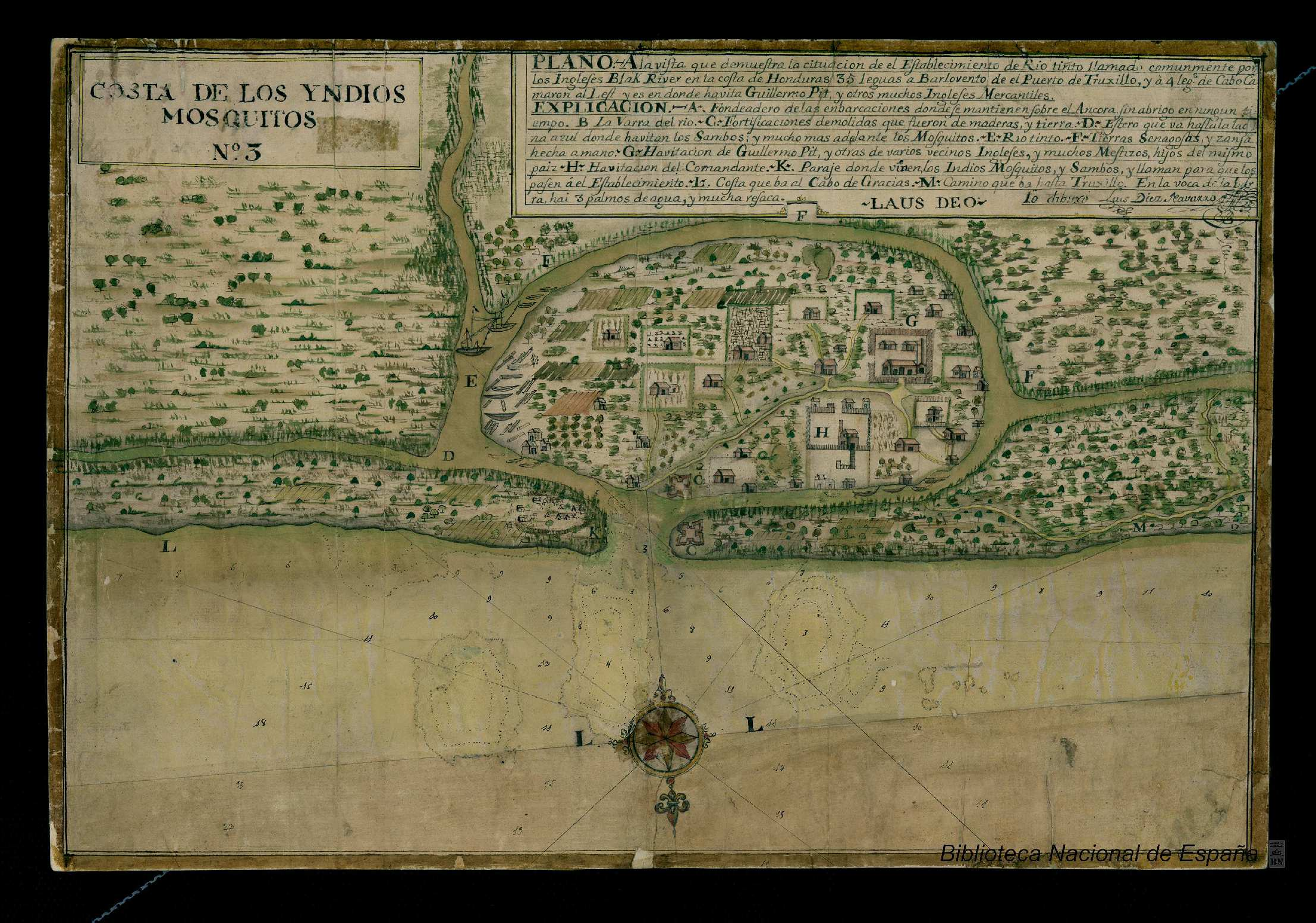
Karte von Black River von Luis Diéz de Navarro

1764 erstellte der spanische Oberst Luis Diéz de Navarro (1699–1780), einer der bekanntesten Kartographen seiner Zeit, eine Karte von Black River. Die Karte "Costa, y poblaciones que ay en Rio Tinto" zeigt nicht nur die Lage von englischen Siedlungen entlang des Flusses, sondern beschreibt auch deren Einwohner, Engländer, Neger, Indios und Mestizen, gemeines Volk, Mulatten, fischende, ackerbautreibende und Schildkröten jagende Mestizen, Negersklaven und Zambos. Diéz betrachtete die Rassenmischung der Siedlung als Beleg für die generelle Lasterhaftigkeit der Engländer. Auf der Karte ist auch eine sternförmige Befestigung auf der vorgelagerten Sandbank zu sehen.

## William Pitt
Über William Pitt (Don Guillermo Piches, 1699–1771) selbst ist wenig bekannt. Vermutlich war er der Bastard eines höheren britischen Kolonialbeamten und entfernt mit William Pitt verwandt. Sein Ur-Urgroßvater war vermutlich Thomas „Diamond“ Pitt, Gouverneur von Madras, wo er sein Vermögen machte, und 1716 Gouverneur von Jamaika. Sein Großonkel Thomas Pitt war 1728 Captain General der Inseln unter dem Winde, und sein Großvater John Pitt 1727 and 1737 Gouverneur von Bermuda. Pitt, auf Bermuda geboren war 1825 oder 1826 nach Belize gekommen, um hier Farbhölzer für den Export nach Europa einzuschlagen ("Logger" oder "Bayman"). Die spanischen Behörden versuchten diesen Handel, der meist von ehemaligen Piraten betrieben wurde, in Yukatan und Belize einzudämmen, worauf die Holzdiebe meist in die Sümpfe der Moskitoküste flohen, wo sie gute Beziehungen mit den lokalen Miskitos und Sambos unterhielten. Pitt beschloss um 1732, in Black River zu bleiben und gründete mit Unterstützung der Gourverneure von Jamaika eine europäische Siedlung. Er heiratete eine schiffbrüchige Spanierin und hatte mit ihr fünf Kinder, darunter den Sohn John Pitt. Seine Tochter Elisabeth heiratete den Sohn des britischen Hauptmanns Robert Hodgson, der später selber Superintendent wurde, eine andere den Superintendenten James Lawrie. Er wurde in Black River begraben, über 500 bewaffnete Miskito-Krieger erschienen, um ihre Anteilnahme zu bezeugen. Sein Grabstein existiert noch.